# اچ‌ام‌اس اینوستیگیتور (۱۸۴۸)
اچ‌ام‌اس اینوستیگیتور (۱۸۴۸) (به انگلیسی: HMS Investigator (1848)) یک کشتی بود که طول آن ۱۱۸ فوت ۰ اینچ (۳۵٫۹۷ متر) بود.